# Kościół św. Anny w Bolimowie
Kościół Świętej Anny – rzymskokatolicki kościół filialny należący do dekanatu Sochaczew – Matki Bożej Nieustającej Pomocy diecezji łowickiej.
Obecna świątynia została zbudowana w 1635 roku. Jest to budowla późnorenesansowa, jednonawowa, orientowana. Składa się z prostokątnej nawy i kwadratowego zakończonego apsydą prezbiterium. W elewację zachodnią wbudowana jest czworokątna wieża zwieńczona smukłym hełmem ostrosłupowym z ażurową latarnią. W przyziemiu wieży jest umieszczona kruchta, a nad nią chór muzyczny. Wnętrze nakryte jest sklepieniem kolebkowym z lunetami, natomiast prezbiterium nakryte jest sklepieniem kolebkowo-krzyżowym ozdobionym dekoracją sztukatorską w typie lubelsko-kaliskim. Nawa wzmocniona jest szkarpami. Ołtarz główny w stylu barokowym (z około 1640 roku) dedykowany jest patronce świątyni św. Annie, lewy boczny ołtarz poświęcony jest św. Antoniemu Padewskiemu natomiast prawy Panu Jezusowi Ukrzyżowanemu. Do wyposażenia należą także kamienne kropielnice i obrazy z XVII wieku.